# José Vieira Marques (ensaísta)
José Vieira Marques (Vila Franca de Xira, 1934 - Setúbal, julho de 2006), foi um ensaísta e dinamizador cultural português, que se notabilizou por ter dado corpo ao Festival Internacional de Cinema da Figueira da Foz que dirigiu durante cerca de três décadas. Ajudou a promover o cinema em Portugal apoiando a actividade de cineclubes e divulgando cinematografias e cineastas pouco conhecidos do grande público. Foi membro do CIDALC (Comité International pour la Diffusion des Arts et des Lettres par le Cinéma). Leccionou as disciplinas de História Crítica do Cinema e do Vídeo e Análise de Filmes no Instituto Politécnico do Porto.
Colaborou na revista Arte Opinião  (1978-1982).